# Pariana campestris
Espèce
Synonymes
- Pariana glauca Nees
- Pariana glauca var. glauca Nees
- Pariana glauca var. scabra (Nees) Döll
- Pariana inaequalis Miq.
- Pariana lunata Nees
- Pariana mollis Nees
- Pariana nivea Huber ex Tutin
- Pariana ovata Huber ex Tutin
- Pariana scabra Nees
- Pariana silvestris Nees
- Pariana sylvestris Nees[2]

Pariana campestris est une espèce herbacée, néotropicale, de sous-bois, à feuilles larges, appartenant à la famille des Poaceae (famille du maïs). 
Il est connu en Guyane sous les noms de Calumet (Créole), Pariane (français), Tampoa-oui, Mau-maivi (Saramacca), Asumantu pinpin (Aluku), Scwc (Wayãpi), Asoematoe (sranan tongo du Suriname), Rerobali (Arawak).

## Description
Pariana campestris est une plante herbacée, vivace, cespiteuse, ou parfois rhizomateuse, stolonifère, haut d'environ 50 cm. Les chaumes hauts de 35 à 120 cm sont glabres et luisants. Les chaumes feuillés et fertiles sont de même apparence. Les feuilles portent des gaines glabres à striées en lignes, stramineuses dessous et souvent vineuses au sommet. On observe des marques "lunaires" au sommet de la gaine, qui est longue de 0,5-1,8 mm. Les oreillettes de la gaine se prolongent en callosités latérales, celles-ci parfois caduques, portent des groupes de nombreuses soies (20-100) à leur base, longues de 1,2-3(-5) cm, étalées, flexueuses, glabres ou pubérulentes en dessous, rougeâtres ou vinacées. Les ligules mesurent environ 1 mm de long. On observe également un pseudopétioles épaissis, long de 2,5 à 5 mm. Les limbes, mesurant 10-26 x (1,6-)4-5,5(-7,2) cm, sont largement ovales à largement lancéolés, arrondis à cunéiformes à la base, aigus à acuminés à l'apex, vert foncé et glabres dessus, dessous vert plus clair à glauque bleuâtre, glabre à pubérulent. Le pédoncule est généralement inclus dans le sommet de la gaine pubérulente, moins communément exsert, mesure jusqu'à 3,5 cm. L'inflorescence dressée à penchée mesure (5-)9-15 x 0,8-1,7 cm. Les fascicules de l'épillet ne se chevauchant pas fortement. Les épillets femelles mesurent (5-)5,5-7 x 2-3 mm, portent des fleurs de 5-6 mm de long, ovales, indurées, straminées. Les épillets mâles portés sur des pédicelles glabres à pubérulents, mesurent 2,5-4,5 x 1,5-3 mm. Les glumes longues de 2,5 à 5 mm, sont largement à étroitement triangulaires, portant 1 à 3 nervures, acuminées à atténuées. La fleur elliptique à ovale, mesure (3,1-)4,2-7 x 1,5-3,5 mm, porte 3(5) nervures, est glabre à pubérulente, sans nervures transversales évidentes. On compte 18-40 étamines. Les anthères mesurent de 2,5 à 4 mm de long,.

## Répartition
On rencontre Pariana campestris de la Colombie au Brésil (Amazonas, Pará), en passant par le Venezuela, les Guyanes et le Pérou.

## Écologie
Pariana campestris pousse depuis 0 jusqu'à 700 m, mais surtout en dessous de 200 m, dans le sous-bois des forêts humides. Elle fleurit irrégulièrement tout au long de l'année, avec des pics apparents en saison des pluies (de janvier à mars et en août). On la rencontre le plus souvent dans les anciennes clairières et les anciens chablis, mais aussi dans les coulées humides sur les affleurements de granit.
Pariana campestris fait partie des espèces de Poaceae que l'on soupçonne d'être entomogames. Elle produit des grains de pollen qui présentent des sculptures de l'exine plus prononcées (bien que peu visibles par rapport aux autres Pariana), que chez les autres espèces de Poaceae aux grains de pollen plus lisses. Ce trait, associé à la forme particulière de l'inflorescence et à l'habitat de ces plantes en sous-bois de forêts tropicales peu sujet au vent, fait penser à une possible pollinisation entomophile,. On a observé sur ces inflorescences, divers insectes pollinisateurs (Diptera, Coleoptera et Hymenoptera dont les Meliponini en particulier sur lesquelles on a observé du pollen),. La pollinisation par les insectes n'a cependant pas été démontrée formellement.

## Histoire naturelle
En 1775, le botaniste Aublet propose la diagnose suivante : 
« PARIANA campeſtris. (Tabula 337.) 

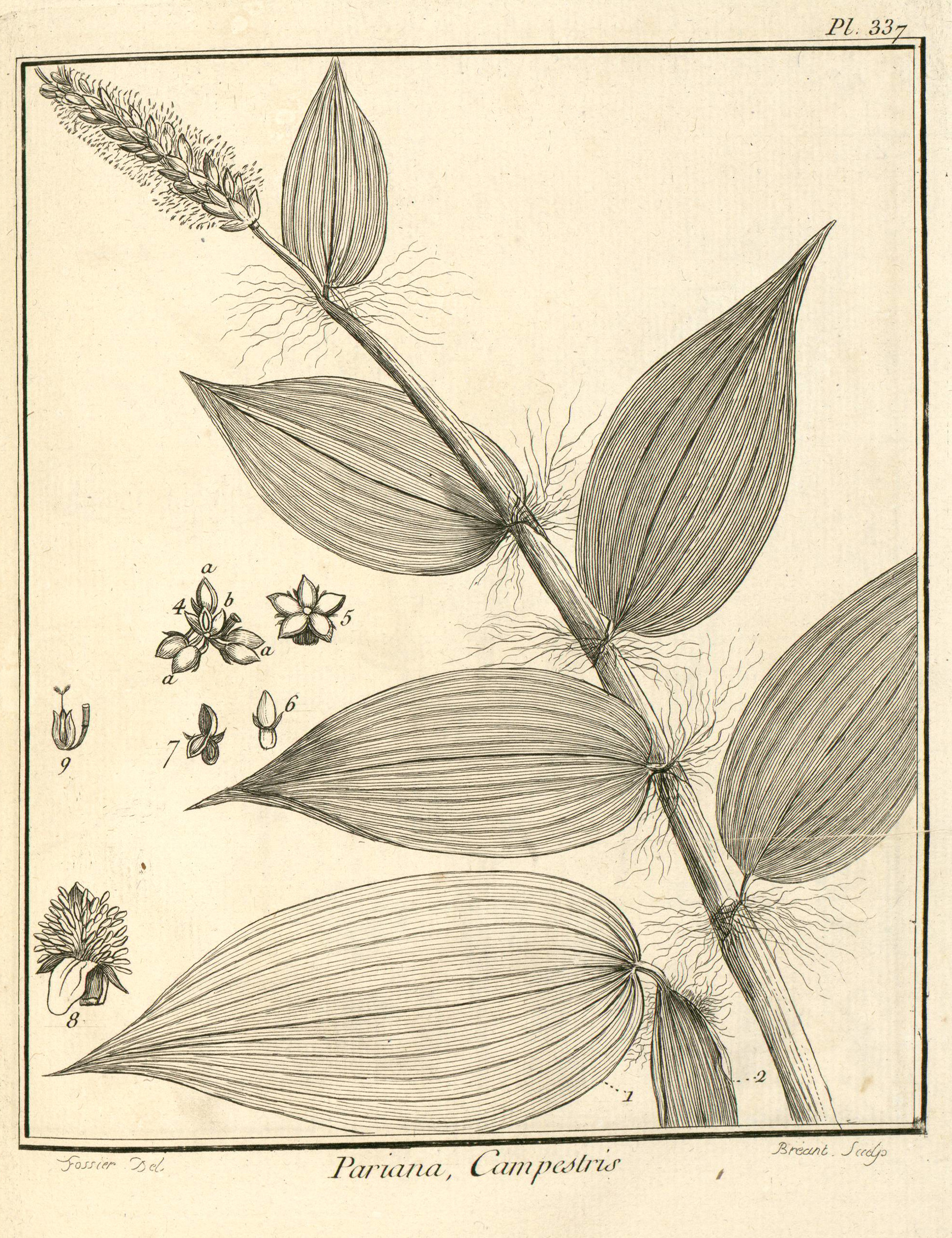
Pariana campestris (Pl. 337) d'après Aublet, 1775
On a repréſenté une portion du chalumeau, une feuille du bas, de même que les parties détachées des fleurs, de grandeur naturelle. On a groſſi une fleur mâle & une fleur femelle. L’épi de fleur eſt compoſé de pluſieurs articulations. Les anneaux des fleurs ſe ſéparent en entier les uns des autres. - (1. Feuille détachée. - 2. gaîne du pédicule. - 4. Anneau de fleurs. {a,a>a) Fleurs mâles, (b) Fleurs femelles. - 5. Anneau de fleurs, vu détaché de l’épi. - 6. Bouton de fleur mâle ſéparé. - 7. Les quatre balles de la fleur mâle ouvertes. - 8. Fleur mâle épanouie. - 9. Fleur femelle.)

Planta perennis, plures culmos bipedales è radice emittens. Folia alterna, ovata, ampla, ſtriata, acuta, infernè pallidè virentia, brevi petiolata, petiolo enato è vaginâ longitudinali pilis longis, rufeſcentibus, coronatâ. Florum ſpica terminalis. Verticilli florum quaſi per articulos ſecedunt maturo fructu. 
Florebat Januario. 

Habitat Caïennæ, prascipuè ad margines viæ quæa ducit ad Loyola. »

« LA PARIANE de la Guiane. (PLANCHE 337.)
Cette plante pouſſe de ſa racine pluſieurs tiges ou chalumeaux droits, hauts d'un ou de deux pieds. Ils ſont garnis à chaque nœud de feuilles alternes, ovales, aiguës, ſtriées dans toute leur longueur, liſſes, verdâtres en deſſus, plus pâles en deſſous. Leur pédicule eſt très court, accompagne d'une longue gaîne fendue du côté oppoſé dans toute ſa longueur. Cette gaîne enveloppe le chalumeau d'un nœud à l'autre. Elle eſt couronnée de poils rouſſâtres, longs & aſſez roides. Cette couronne a de chaque côté deux appendices en forme d'oreillette bordée de chaque côté de poils ſemblables. Le chalumeau eſt terminé par un épi ſerré, formé par pluſieurs anneaux de fleurs rangés les uns ſur les autres. Chaque anneau eſt compoſé de trois paquets de fleurs mâles rapprochées les unes des autres. Deux paquets ont chacun deux fleurs ; le troiſième n'en a qu'une. 
La fleur a un petit ſupport dur, ſtrié, qui porte quatre balles aiguës, deux latérales étroites & très courtes, deux plus longues & plus larges, une extérieure dure, convexe, une intérieure moins grande, plus mince, & concave. Entre ces deux balles ſont, au fond ſur leur ſupport, quarante étamines, plus ou moins. Leurs filets ſont frèles. Les anthères ſont longues & à deux bourſes. 
La fleur femelle eſt unique au milieu de chaque anneau. Elle eſt appliquée contre l'axe ou rafle de l’épi, & cachée par un des paquets de deux fleurs. Cette fleur femelle eſt renfermée dans quatre balles aiguës, deux extérieures, latérales, minces, couvrent les deux autres plus coriaces & moins grandes ; ces deux intérieures s'entr'ouvrent par leur extrémité ſupérieure qui eſt bordée de poils. 
Le piſtil eſt un ovaire triangulaire, ſurmonté d'un style garni de quelques poils, & terminé par deux stigmates velus. 
L'ovaire devient une graine farineuſe, triangulaire, enveloppée des deux balles intérieures. 
Cette plante croît dans les bois de l'île de Caïenne, & ſur la route qui conduit à Loyola. 
Elle étoit en fleur & en fruit dans le mois de Janvier. »

— Fusée-Aublet, 1775.